# 야르칸드멧토끼
야르칸드멧토끼(Lepus yarkandensiss)는 토끼과에 속하는 포유류의 일종이다. 중국의 고유종이다. 자연서식지는 온대림이다. 서식지 감소로 멸종 위협을 받고 있다.